# Montpellier Handball
Montpellier Handball (ehemals Montpellier Agglomération Handball) ist ein französischer Handballverein aus Montpellier und mit derzeit 14 Meistertiteln französischer Rekordmeister sowie mit 14 Pokaltiteln auch Rekordpokalsieger.

## Geschichte
Der Verein wurde im Jahr 1982 unter dem Namen Cosmos Montpellier gegründet. Diesen Namen trug er bis 1987. Zwischen 1987 und 1989 spielten sie unter dem Namen Montpellier La Paillade Sport Club. Erst seit 1989 trägt der Verein seinen heutigen Namen. Die Profiabteilung spielte von 2007 zu 2015 unter dem Namen Montpellier Agglomération Handball (MAHB) und seit 2015 unter dem Namen Montpellier Handball (MHB). Im Jahr 1992 schaffte Montpellier HB den Aufstieg in die höchste französische Spielklasse, in der es bis heute vertreten ist. Von 1994 bis 2024 wurde die Mannschaft von Patrice Canayer trainiert. Bisher wurde der Verein vierzehnmal französischer Meister.
Im September 2012 leitete die französische Justiz ein Ermittlungsverfahren gegen acht Spieler von Montpellier wegen Betrugsverdachts ein. Die Mannschaft soll ein Spiel in der französischen Liga absichtlich verloren haben, um Verwandten der Spieler hohe Wettgewinne von bis zu 250.000 Euro zu ermöglichen. Als Folge der Vorwürfe haben die Spieler Luka und Nikola Karabatić (beide zu Pays d’Aix UC HB), Erlend Mamelund (Haslum HK) und Primož Prošt (Frisch Auf Göppingen) den Verein während der laufenden Saison verlassen.

## Erfolge
- Sieger der EHF Champions League: 2003, 2018
- Französischer Meister (14): 1995, 1998, 1999, 2000, 2002, 2003, 2004, 2005, 2006, 2008, 2009, 2010, 2011 und 2012
- Französischer Pokalsieger (14): 1999, 2000, 2001, 2002, 2003, 2005, 2006, 2008, 2009, 2010, 2012, 2013, 2016 und 2025
- Französischer Ligapokalsieger (10): 2004, 2005, 2006, 2007, 2008, 2010, 2011, 2012, 2014 und 2016
- Französische Champions Trophy (3): 2010, 2011 und 2018

## Kader 2024/25
| Nr. | Nationalität | Name                      | Position | Größe | Gewicht |
| --- | ------------ | ------------------------- | -------- | ----- | ------- |
| 12  | Franzose     | Charles Bolzinger         | TW       | 198   | 100     |
| 92  | Franzose     | Rémi Desbonnet            | TW       | 182   | 85      |
| 2   | Schwede      | Sebastian Karlsson        | RA       | 178   | 80      |
| 3   | Isländer     | Dagur Gautason            | LA       | 170   | 70      |
| 4   | Argentinier  | Diego Simonet             | RM       | 189   | 88      |
| 5   | Franzose     | Kyllian Villeminot        | RM       | 189   | 86      |
| 10  | Schwede      | Lucas Pellas              | LA       | 184   | 79      |
| 11  | Spanier      | Djordje Cikusa Jelicic    | RR       | 192   | 85      |
| 15  | Ägypter      | Ahmed Hesham              | RM       | 194   | 93      |
| 17  | Spanier      | Jaime Fernández Fernández | LA       | 176   | 72      |
| 18  | Franzose     | Benjamin Richert          | RA       | 187   |         |
| 19  | Franzose     | Arthur Lenne              | KM       | 194   | 95      |
| 20  | Slowene      | Staš Skube                | RM       | 179   | 83      |
| 21  | Franzose     | Kylian Prat               | RL       | 191   | 78      |
| 22  | /            | Karl Konan                | RL       | 196   | 95      |
| 25  | Franzose     | Lucas Guigon              | RR       | 197   | 83      |
| 26  | Brasilianer  | Bryan Monte               | RL       | 193   | 92      |
| 27  | Norweger     | Sindre Aho                | RM       | 183   |         |
| 28  | Franzose     | Valentin Porte            | RA       | 190   | 94      |
| 32  | Franzose     | Yanis Lenne               | RA       | 187   | 87      |
| 93  | Kroate       | Veron Načinović           | KM       | 203   | 109     |

## Bekannte ehemalige Spieler

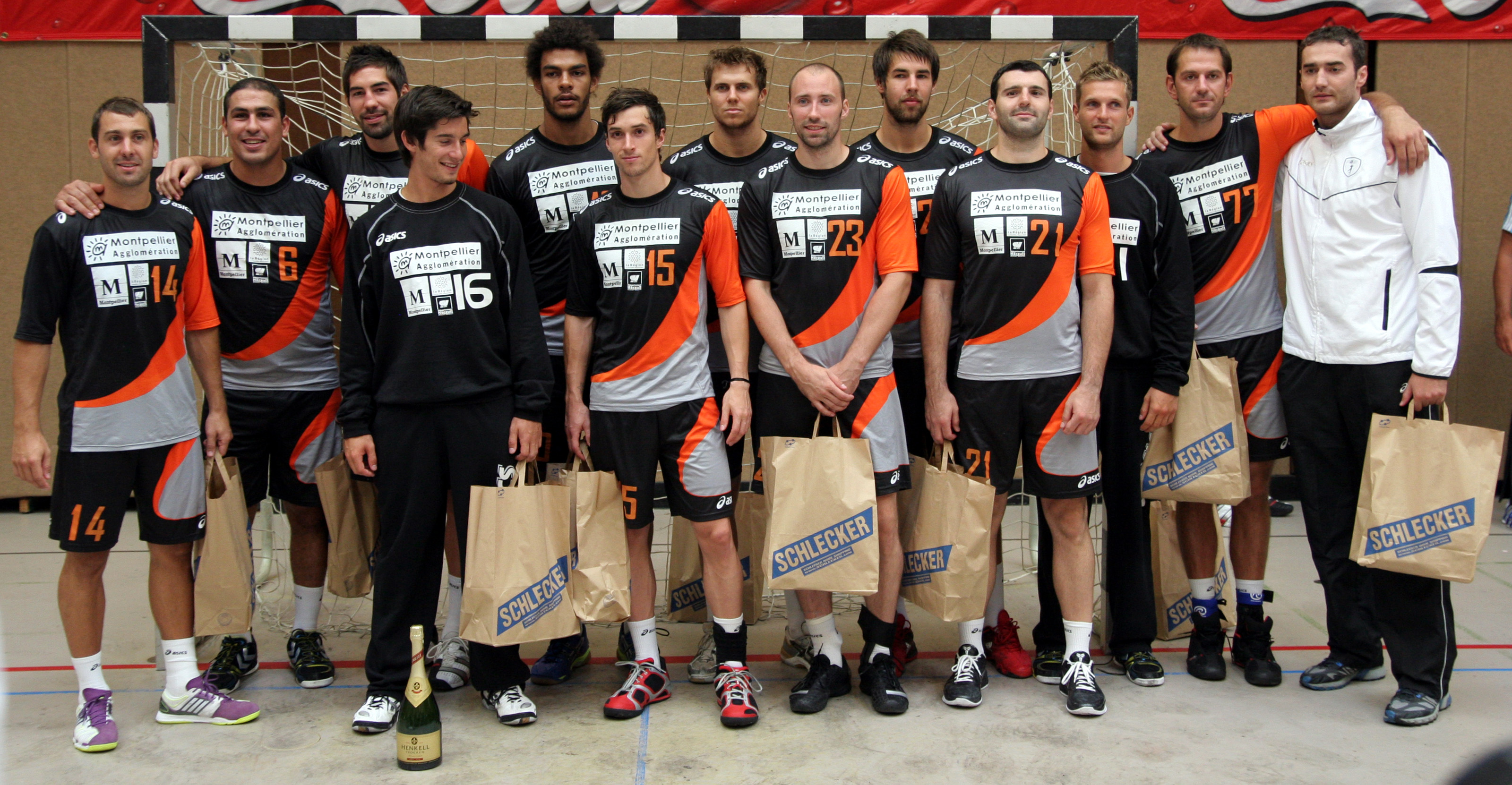
Die Mannschaft von Montpellier HB am 15. August 2010 beim Schlecker Cup

- Joël Abati
- Frédéric Anquetil
- Grégory Anquetil
- Mladen Bojinović
- Cédric Burdet
- Patrick Cazal
- Didier Dinart
- Jérôme Fernandez
- Michaël Guigou
- Samuel Honrubia
- François-Xavier Houlet
- Nikola Karabatić
- Daouda Karaboué
- Vid Kavtičnik
- Geoffroy Krantz
- Marouène Maggaiez
- Bruno Martini
- Thierry Omeyer
- Rastko Stefanović
- Stéphane Stoecklin
- Issam Tej
- Igor Tschumak